# Cappella di San Rocco (Bertonico)
La cappella di San Rocco è un piccolo edificio religioso posto ai margini del paese di Bertonico, nella diocesi di Lodi.
Modesta per dimensioni e per veste architettonica, conserva al suo interno un importante ciclo di affreschi – peraltro in pessimo stato di conservazione; in considerazione dell'alto valore artistico, l'edificio è sottoposto a vincolo dal 1930.

## Storia
La cappella fu costruita probabilmente a metà del Cinquecento in occasione di un'epidemia di peste: la dedicazione a san Rocco – tipicamente invocato durante le epidemie – ne è un indizio importante. La facciata risale invece al secolo successivo.

## Descrizione

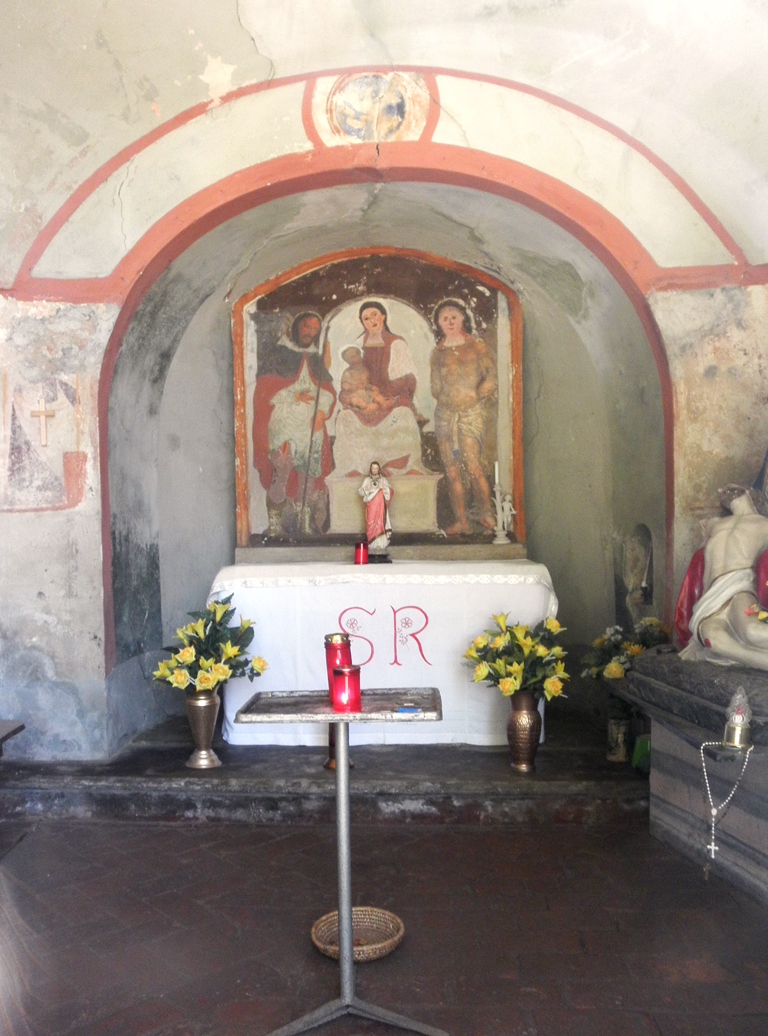
L'interno

Mentre all'epoca della costruzione il piccolo edificio si trovava in posizione isolata fra i campi, oggi è stato raggiunto dall'espansione edilizia del paese di Bertonico, di cui costituisce il limite meridionale verso il Parco Adda Sud.
Di dimensioni modeste, ha pianta quadrata con abside semicircolare. La veste architettonica della facciata è classicheggiante, con ingresso ad arco a tutto sesto sormontato da un timpano retto da due lesene angolari.
L'interno è completamente affrescato, anche se oggi le pitture sono in gran parte in pessimo stato di conservazione, tanto da risultare in gran parte illeggibili: resta, sull'altare, una Madonna con i Santi Rocco e Sebastiano, echeggiante la maniera di Martino e Albertino Piazza.